# Луганский сельский совет
Луганский сельский совет (укр. Луганська сільська рада, крымскотат. Luganskoye köy şurası) — согласно законодательству Украины — административно-территориальная единица в Джанкойском районе Автономной Республики Крым, расположенная в северной части Джанкойского района, в степной зоне полуострова. Население по переписи 2001 года — 2692 человека.
К 2014 году в состав сельсовета входило 5 сёл:
- Луганское
- Ковыльное
- Пробуждение
- Тутовое
- Ударное

## История
Луганский сельский совет был образован в 1975 году выделением части сёл из Лобановского и на 1 января 1977 года уже имел современный состав. С 12 февраля 1991 года сельсовет в восстановленной Крымской АССР, 26 февраля 1992 года переименованной в Автономную Республику Крым С 21 марта 2014 года в составе Крыма аннексирован Россией. Законом «Об установлении границ муниципальных образований и статусе муниципальных образований в Республике Крым» от 4 июня 2014 года территория административной единицы была объявлена муниципальным образованием со статусом сельского поселения.